# ペンブロークパインズ
ペンブロークパインズ（英: Pembroke Pines）は、アメリカ合衆国フロリダ州南部ブロワード郡の都市。マイアミの北35キロメートルに位置している。人口は17万1178人（2020年）。
ペンブロークパインズは2004年に全国市民同盟の「全米都市賞」を受賞し、2003年では最終選考にまで残った。また2005年には全米市長会議が後援する「2005年都市居住性表彰」で「傑出した成果を挙げた賞」を受けた。ペンブロークパインズの学校の多くは、他の模範となる地域社会の関与という証があるので、フロリダ州教育局から「五つ星学校賞」を受けている。

## 歴史
ペンブロークパインズは1960年に市制を布き、ペンブローク道路沿いにあることと、地域に多くの松があることとで、その市名を採用した。しかしペンブロークという名前にはもっと古い歴史がある。この名前はペンブルック伯と呼ばれるイギリス出身の初期地主からきたものとされている。
市内の最初の住人はアメリカ先住民と考えられ、およそ4,000年前に最初に現れていた。約1万年前のものとされる狩猟者の骨がブロワード郡周辺で見つかっており、おそらくさらに昔にこの地域に人が住んでいたことを示している。
ペンブロークパインズの町は酪農家が占有する農業用地として始まり、ワルドレップ酪農場の一部だった大規模な東部の土地を含み、軍人が退役してきた戦後に成長した。初期の2つの小さな区画がペンブロークパインズと呼ばれていた。市内最初期の家屋は1956年に建設されたウォルター・スミス・キプニス博士夫妻のものだった。キプニス博士は初代市長も務めた。その後「ペンブロークパインズ村」と呼ばれ、1959年に町になった。家屋建設業者が市制執行を競ったので、住民投票で不正確に記述されていた新しい町の境界について法廷闘争が持ち上がった。1960年代の市としての運営はノースペリー空港近くに最初の消防署を建てることから始まった。しかしユニバーシティ・ドライブが住民が住める西端だった。
1960年、町が市になるための別の住民投票が行われた。その小さな市域は2.6 km²足らずで、ハリウッド・ブールバードと南西72番アベニューの間にあり、東にはフロリダ・ターンパイクがあった。ペンブロークパインズは市民の参加を求めたので、ペンブロークパインズ市民協会が設立された。ノースペリー空港と南フロリダ州立病院があるために市域を拡張できなかった。不動産開発業者のジョセフ・ラクロアがパインズ・ブールバードの北にあった1.3 km²の私有地を市域に併合させた。このことで西へ拡がる道ができた。1977年、ブロワード矯正所と呼ばれる重警備刑務所が市の北西部とクーパー市に跨って建設された。この施設は611人の服役者を収容でき、学術教育、職業訓練、健康教育、図書室、薬物乱用教育、刑務所付き牧師の礼拝、制度改善プログラムおよびその他多くのプログラムを持っている。1980年、フラミンゴ道路（州道823号線）からアメリカ国道27号線までの土地が市域に編入され市域面積は2倍になった。この拡張には現在のC・B・スミス公園やハリウッド・スポラトリアムとマイアミ・ハリウッド・モータースポーツ公園となった場所も含まれていた。このとき州間高速道路7号線が延伸されて市内に入った。
1990年代半ばから後半に掛けて市の急速な人口増加は、1992年のハリケーン・アンドリューの影響もあった。南のマイアミ・デイド郡の住人が多く北のブロワード郡に移転し、その中にはペンブロークパインズに入った者も多かった。その結果ペンブロークパインズ市は1999年の全米成長速度の速い都市リストで第3位に入った。長い間の人口増は学校を必要とするようになった。2003年、チャールズ・W・フラナガン高校は生徒数6,000人で締め切り、フロリダ州では最大の高校になった。ブロワード郡はこの需要に対応する必要性に迫られ、アレックス・フェケテ市長とシティ・マネジャーのチャールズ・ドッジがチャーター・スクールの仕組みを開始した。2006年時点で市内には郡内最大のチャーター・スクール・システムがある。また市内にはブロワード・コミュニティ・カレッジとフロリダ国際大学のキャンパスもある。市の人口は1990年の65,452人から2005年の推計約148,000人にまで成長した。
2001年、州立農園保険に拠ればペンブロークパインズにはアメリカでも最も危険な交差点とされたパインズ・ブールバードとフラミンゴ道路の交差点があった。これに対して特定予算案を市民が承認し、市はこの交差点を再設計することを認められた。その後、東西方向のパインズ・ブールバードの車線を増加する工事が行われてきた。
過去10年間で不動産開発業者は市域を西に拡張してきており、市とその住民にハリケーンの影響が出るようになった。1999年のハリケーン・イレーヌでは、市内に400ミリメートルの雨を降らせた。このときチャペル・トレイルやシルバーレイクスのような西部の地域社会には、推計で483ミリメートルの雨が降った。その後2004年にハリケーン・フランシスやハリケーン・ジャンヌが北のパームビーチ郡を通過したが、嵐のような突風が吹き荒れ、樹木や低木が被害を受けた。2005年のハリケーンシーズンは市内に傷跡を残した。ハリケーン・カトリーナはカテゴリー1の暴風として市内上空を直接通過した。その通った跡には特にチャペル・トレイルやシルバーレイクス開発地で電線が垂れ下がり、樹木が倒れる被害を残した。10月下旬のハリケーン・ウィルマの目が市の北約32キロメートルを通過し、住民は何十年間も経験しなかったような強風を味わった。公式に記録された最大風速は持続的な風で147 km/h、瞬間風速で162 km/hだった。市内の大半は何日間も停電し、交差点の信号は破壊され、ガソリンスタンドで起こった暴動のためにスタンドが閉鎖され、庭園は破壊されるか修復不能なくらい損傷され、建物は主に屋根や塀など損傷をうけた。さらに学校は2週間休校になった。

## 地理
ペンブロークパインズは北緯26度00分45秒 西経80度18分49秒 / 北緯26.01250度 西経80.31361度に位置する。
アメリカ合衆国国勢調査局による報告では、市域全面積は34.4平方マイル (89.2 km²) で、このうち陸地が33.0平方マイル (85.6 km²) であり、水域は1.4平方マイル (3.6 km²)、水域率は4.01%である。ブロワード郡では面積最大級、かつ陸地面積では最大の都市である。
市の北にはハリウッド市、クーパーシティ市、サウスウェストランチズ、南にはミラマー市、東にはハリウッド市、西にはエバーグレーズがある。ペンブロークパインズの州間高速道路75号線西の地域は一般にウェストパインズと呼ばれ、大部分はハリケーン・アンドリュー以降に建設された小区画で構成されている。

## 市政府とインフラ
フロリダ州矯正局の刑務所であるブロワード矯正所は、元のカントリエステイト統計指定地域とサウスウェストランチズの中にあり、ペンブロークパインズに隣接している。この刑務所は元は女性死刑囚を収容していた。女性死刑囚は2003年2月にローウェル分館に移された。

## 教育
ブロワード郡公共教育学区がペンブロークパインズの公共教育を管轄している、さらに市は小学校4校、中学校3校、高校1校からなるチャーター・スクール・システムを運営している。

### 公立高校
- チャールズ・W・フラナガン高校
- ペンブロークパインズ・チャーター高校
- ウェスト・ブロワード高校
- マッカーサー高校（ハリウッド市内）
- エバーグレーズ高校（ミラマー市内）

この他に中学4校、小学校13校がある。

### 高等教育機関
- バリー大学ブロワード・パインズ・センター地域キャンパス
- ブロワード・カレッジ・ブロワード・パインズ・センター地域キャンパス
- フロリダ国際大学ブロワード・パインズ・センター地域キャンパス
- カイザー大学ペンブロークパインズ・キャンパス

## 人口動態
以下は2000年の統計データである。
| 基礎データ - 人口: 137,427人 - 世帯数: 51,989世帯 - 家族数: 36,860家族 - 人口密度: 1,605.5人/km2（4,157.6人/mi2） - 住居数: 55,296軒 - 住居密度: 646.0軒/km2（1,672.9/mi2） 人種別人口構成 - 白人: 75.58%（52.7%は非ヒスパニック系） - アフリカン・アメリカン: 13.25% - ネイティブ・アメリカン: 0.19% - アジア人: 3.76% - 太平洋諸島系: 0.05% - その他の人種: 3.70% - 混血: 3.47% - ヒスパニック・ラテン系: 28.16% 年齢別人口構成 - 18歳未満: 25.6% - 18-24歳: 6.4% - 25-44歳: 33.5% - 45-64歳: 19.3% - 65歳以上: 15.2% - 年齢の中央値: 36歳 - 性比（女性100人あたり男性の人口） - 総人口: 87.3 - 18歳以上: 81.8 | 世帯と家族（対世帯数） - 18歳未満の子供がいる: 36.2% - 結婚・同居している夫婦: 56.4% - 未婚・離婚・死別女性が世帯主: 11.1% - 非家族世帯: 29.1% - 単身世帯: 24.1% - 65歳以上の老人1人暮らし: 12.5% - 平均構成人数 - 世帯: 2.62人 - 家族: 3.13人 収入と家計 - 収入の中央値 - 世帯: 52,629 米ドル - 家族: 61,480米ドル - 性別 - 男性: 45,129米ドル - 女性: 32,531米ドル - 人口1人あたり収入: 23,843米ドル - 貧困線以下 - 対人口: 5.4% - 対家族数: 3.9% - 18歳未満: 5.2% - 65歳以上: 8.1% |

2000年時点で第一言語として英語を話す者は63.06％、スペイン語27.91％、フランス語1.24％、フランス系クレオール語0・99％、ポルトガル語0・94％、イタリア語0・92％、イディッシュ語0.74％、タガログ語0.52％となっている。
2000年時点で市内には市内人口の3％がコロンビア出身であり、全米平均よりも45％高い。またキューバ出身者は8.66％居り、全米でも50番目に高い比率となっている。ジャマイカ出身者は5.1％で、全米では24番目に高い比率となっている。

## 著名な住人
- DJキャレド - ラジオのDJ、1975年11月26日生まれ、現在の住人[いつ?]
- ダニー・ファーカー - MLB選手、シアトル・マリナーズ、1987年2月17日生まれ
- ジェフ・フィオレンティーノ - MLB選手、ボルチモア・オリオールズ他、広島東洋カープ、1983年4月14日生まれ、元住人
- マイク・ナポリ - MLB選手、ボストン・レッドソックス、1981年10月31日生まれ、現在の住人[いつ?]
- ケンドール・ニューソン - 元NFLアメリカンフットボール選手、マイアミ・ドルフィンズ、現在の住人[いつ?]
- ホセ・ルイス - アメリカン・ダンスアイドルの出演者
- マニー・ラミレス - MLB選手、クリーブランド・インディアンス他、1972年5月30日生まれ、現在の住人[いつ?]
- リック・ロス - ラッパー、1976年1月28日生まれ
- ニキ・テイラー - モデル、1975年3月5日生まれ
- ローレンス・テイラー - 元NFLアメリカンフットボール選手、ニューヨーク・ジャイアンツ、現在の住人[いつ?]
- ベラ・ソーン - 女優、モデル、1997年10月8日生まれ、元住人
- トリーナ - ラッパー、1977年12月3日生まれ